# Oberrheinkonferenz

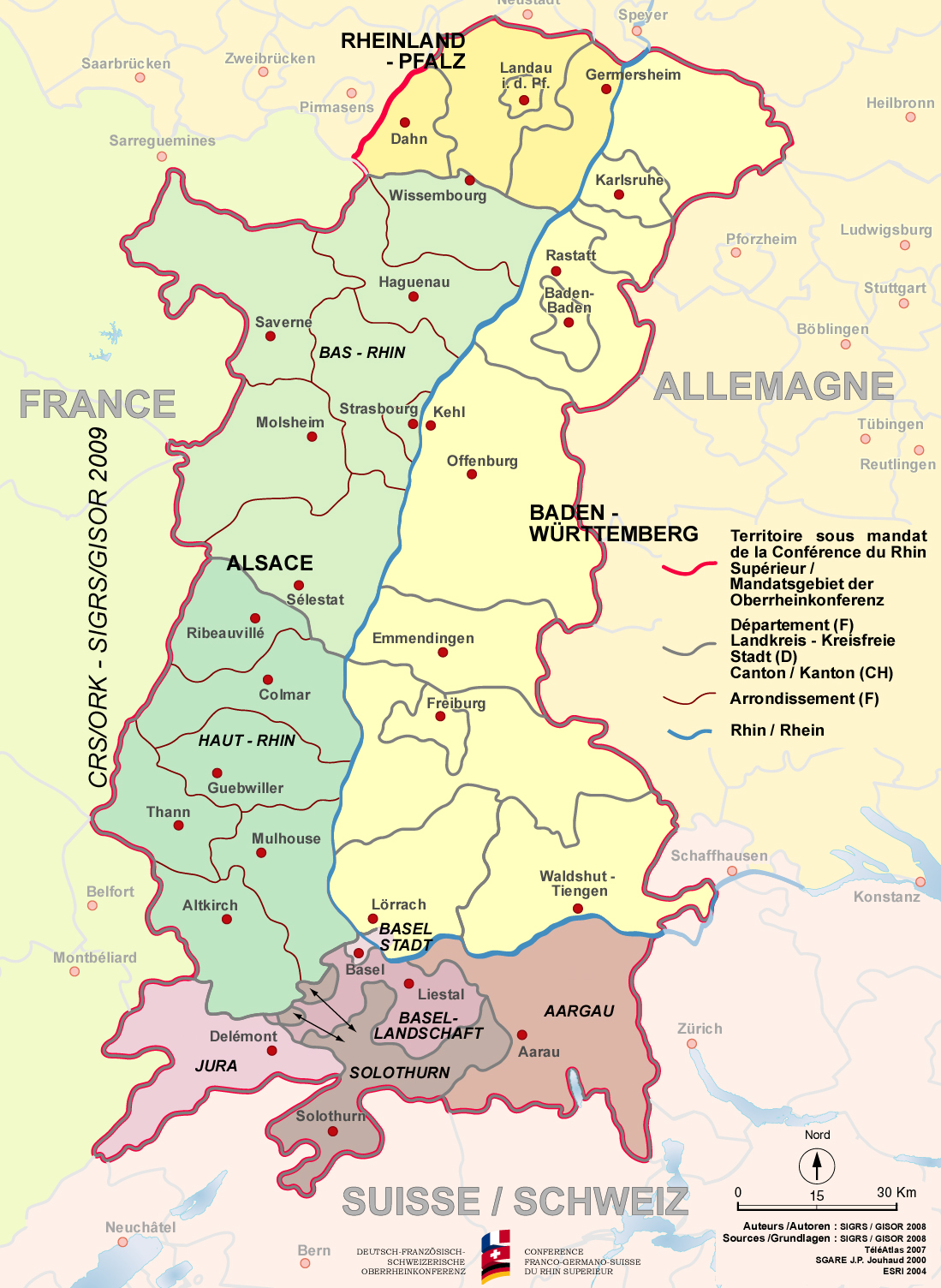
Teilnehmende Regionen und Mandatsgebiet der Oberrheinkonferenz

Die Oberrheinkonferenz (eigentlich Deutsch-französisch-schweizerische Oberrheinkonferenz) stellt den institutionellen Rahmen der grenzüberschreitenden Zusammenarbeit im Oberrheingebiet dar. Sie ist Nachfolgerin der Regionalausschüsse zur Begleitung der Arbeit der Deutsch-französisch-schweizerischen Regierungskommission (Binationaler Regionalausschuss für das nördliche, Trinationaler Regionalausschuss für das südliche Oberrheingebiet). Diese Ausschüsse waren 1975 aus einer zwischen Deutschland, Frankreich und der Schweiz geschlossenen Regierungsvereinbarung hervorgegangen.
Der Sitz des 1996 geschaffenen Gemeinsamen Sekretariats der Oberrheinkonferenz ist im Kompetenzzentrum für grenzüberschreitende und europäische Fragen in der Stadt Kehl.

## Organisation und Struktur
Die Gremien der Oberrheinkonferenz:
- Präsidium: Koordinations- und Beschlussgremium der ORK, setzt sich aus einer deutschen, einer französischen und einer schweizerischen Delegation zusammen, deren Delegationsleiter abwechselnd für jeweils ein Kalenderjahr den Vorsitz der Oberrheinkonferenz übernehmen. Die Delegationsleiter sind jeweils
  - Präfekt der Region Elsass für Frankreich,
  - der Regierungspräsident von Freiburg oder Karlsruhe oder der zuständige Vertreter des Landes Rheinland-Pfalz für Deutschland und
  - ein Regierungsrat des Kantons Basel-Stadt oder Basel-Landschaft für die Schweiz.
- Plenum: Diskussionsgremium der ORK, setzt sich aus einer deutschen, einer französischen und einer schweizerischen Delegation mit jeweils höchstens 25 Mitgliedern, die vom jeweiligen Delegationsleiter (s. Präsidium) bestimmt werden.
- Gemeinsames Sekretariat: Geschäftsführung der ORK, bestehend aus je einem ständigen Vertreter (Delegationssekretär) der deutschen, der französischen und der schweizerischen Delegation sowie einer Assistenzstelle.
- Koordinationsausschuss des Gemeinsamen Sekretariats: Vermittlungsgremium zwischen Sekretariat und Präsidium.
- Arbeitsgruppen: Zu den von der Oberrheinkonferenz behandelten grenzüberschreitenden Themen wurden zwölf Arbeitsgruppen eingerichtet, die sich aus Fachleuten der deutschen, französischen und schweizerischen Partnerbehörden zusammensetzen. Im Einzelnen gibt es Arbeitsgruppen zu den folgenden Themen:
  - Erziehung und Bildung
  - Gesundheit
  - Jugend
  - Katastrophenhilfe
  - Klima und Energie
  - Kultur
  - Landwirtschaft
  - Raumordnung
  - Sport
  - Umwelt
  - Verkehr
  - Wirtschaft

Die Arbeitsgruppen lagern die Erarbeitung spezieller Themen oder die Umsetzung bestimmter Projekte in Expertenausschüsse aus. Es existieren ca. 35 solcher Expertenausschüsse.
Beim 11. Dreiländerkongress 2008 in Straßburg standen die Bemühungen der Oberrheinkonferenz im Zentrum, die Gründung einer Trinationalen Metropolregion Oberrhein (TMO) auf den Weg zu bringen, die am 9. Dezember 2010 erfolgte. Durch das Konzept der TMO werden die Vertreter aus Politik, Verwaltung, Wirtschaft, Wissenschaft und die Bürger zusammengebracht, um gemeinsam und auf Augenhöhe den Oberrhein zu einem dynamischen Wirtschafts-, Wissens- und Lebensraum in Europa zu entwickeln.

## Dreiländerkongresse
Zwischen 1988 und 2012 wurden ungefähr alle zwei Jahre ein Dreiländerkongress veranstaltet, der Ergebnisse aus der grenzüberschreitenden Zusammenarbeit einer breiten Öffentlichkeit präsentierte, gleichzeitig aber auch durch die dort getroffenen politischen Entscheidungen (Schlusserklärung) als Impulsgeber für die weitere Arbeit fungierte. Die Kongresse wurden abwechselnd von einem der drei beteiligten Länder organisiert.
Alle Dreiländerkongresse (mit Schwerpunktthema, Veranstaltungsort und Jahr):
- Verkehr, Kehl 1988
- Kultur, Straßburg 1989
- Umwelt, Basel 1991
- Wirtschaft, Karlsruhe 1992
- Jugend, Bildung und Beruf, Straßburg 1995
- Handwerk und Gewerbe, Basel 1997
- Raumordnung, Neustadt an der Weinstraße 1999
- Bürger sein am Oberrhein, Straßburg 2002
- Medien und Kommunikation am Oberrhein, Basel 2004
- Zukunft Oberrhein im erweiterten Europa, Freiburg im Breisgau 2006
- „Der Oberrhein: Modell für Entwicklung und Zusammenarbeit“, Straßburg 2008
- „Bildung, Forschung und Innovation“, Basel 2010
- Zivilgesellschaft, „Rendez-vous régional - Zivilgesellschaft im Dialog mit...“, Landau in der Pfalz 2012

2018 fand eine trinationale Konferenz im Rahmen der Oberrheinkonferenz in Kandel statt, mit dem Thema Mobilität im Fluss – Die Verkehrsentwicklung am Oberrhein (Mobilité en mouvement – Le développement des transports dans le Rhin supérieur).